# Chúa Nguyễn
Chúa Nguyễn (chữ Nôm: 主阮; chữ Hán: 阮王 / Nguyễn vương) (1558-1777, 1780-1802) là tên gọi dùng để chỉ người đứng đầu, cai trị xứ Đàng Trong, tức dải đất từ Thuận Hóa (phía nam đèo Ngang hiện nay) trở vào miền Nam của Việt Nam, đối lập với xứ Đàng Ngoài của các Chúa Trịnh trong thời kỳ Trịnh-Nguyễn phân tranh của lịch sử Việt Nam. Các Chúa Nguyễn bắt đầu từ đầu giai đoạn Lê Trung hưng của Nhà Hậu Lê, hay giữa thế kỷ XVI, cho đến khi bị Nhà Tây Sơn tiêu diệt vào năm 1777, tuy nhiên Nguyễn Phúc Ánh một tàn dư của Chúa Nguyễn đã xưng vương và đến năm 1802 thì tiêu diệt Tây Sơn và lập ra triều đại mới thông qua việc xưng đế. Các Chúa Nguyễn chính là tổ tiên của các Hoàng đế Nhà Nguyễn (1802-1945).
Năm 1527, Mạc Đăng Dung soán ngôi Nhà Lê và lập ra Nhà Mạc. Nguyễn Kim (1468–1545), vốn là một tướng giỏi của Nhà Hậu Lê, nhờ có công giúp vua Lê chống lại Nhà Mạc nên được phong chức Thái sư Hưng Quốc công (sau này khi Nhà Nguyễn thành lập đã truy tôn ông là Triệu tổ Tĩnh hoàng đế). Nguyễn Kim có ba người con. Con gái đầu tên Ngọc Bảo, lấy Trịnh Kiểm, người sau này trở thành người mở đầu cho sự nghiệp của các Chúa Trịnh ở Đàng Ngoài; hai người con trai kế của Nguyễn Kim cũng là tướng giỏi và được phong chức Quận công. Sau khi người con trai lớn là Nguyễn Uông bị anh rể là Trịnh Kiểm giết, người con trai còn lại là Nguyễn Hoàng đã xin vua Lê cho vào cai trị vùng đất Thuận Hóa để rời xa sự kiểm soát của anh rể mà nhằm mưu đồ tạo dựng 1 cơ nghiệp riêng cho dòng họ Nguyễn, cụ thể từ năm 1600, việc này dẫn đến sự chia cắt với Chúa Trịnh ở miền Bắc và hai miền chỉ được thống nhất khi cả hai thế lực bị Nhà Tây Sơn tiêu diệt năm 1787. Năm 1744, Chúa Nguyễn Phúc Khoát tự xưng tước vị "vương" để chứng tỏ quyền lực ngang hàng với Chúa Trịnh và chỉ đứng dưới Hoàng đế Đại Việt (tức vua Nhà Lê Trung hưng).
Các Chúa Nguyễn về danh nghĩa là quan lại của Nhà Lê Trung hưng. Họ vẫn nhận sắc phong và dùng niên hiệu của vua Lê, vẫn tuyên bố mình là bề tôi trung thành của Nhà Lê, có nhiệm vụ giúp vua Lê cai quản vùng lãnh thổ phía Nam của nước Đại Việt, dù trên thực tế họ cai trị lãnh thổ Đàng Trong một cách tương đối độc lập, ít khi nhận mệnh lệnh từ vua Lê. Tổng cộng có 9 Chúa Nguyễn cai quản xứ Đàng Trong trong hơn 2 thế kỷ cho tới khi bị lật đổ vào năm 1777. Tình trạng chia cắt Việt Nam thành Đàng Trong (của Chúa Nguyễn) với Đàng Ngoài (của các Chúa Trịnh) kéo dài suốt khoảng thời gian đó. Đến khoảng cuối thế kỷ XVIII, Chúa Nguyễn Phúc Khoát bỏ bê chính sự, triều chính rối ren khiến lòng dân chán ghét, việc này đã tạo ra điều kiện cho nhà Tây Sơn nổi dậy, đánh đổ cả hai tập đoàn Chúa Trịnh và Chúa Nguyễn, kết thúc tình trạng chia cắt ở phía Bắc và Nam của nước Việt Nam.

### Tổ chức quân đội

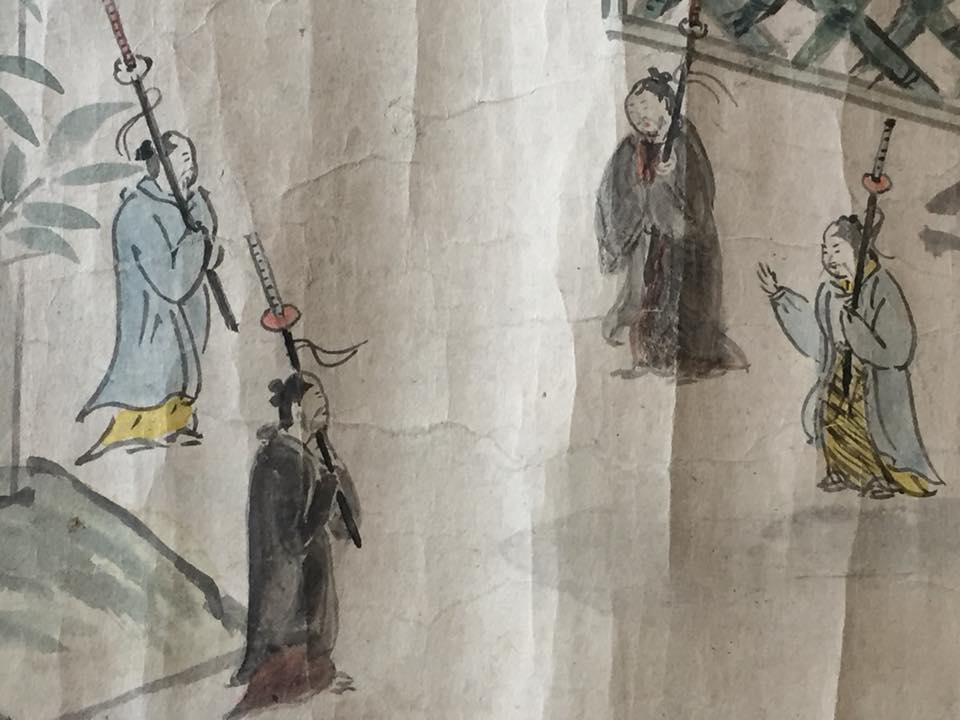
Võ sĩ Đàng Trong thế kỷ 17 trong tranh cuộn Trà ốc tân lục Giao Chỉ độ hàng đồ quyển 朱印船交趾渡航図巻

### Phân chia địa hạt hành chính

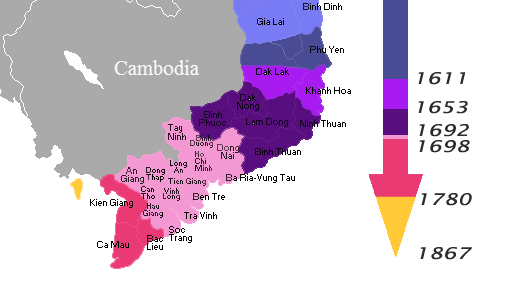

## Các hoạt động đối ngoại

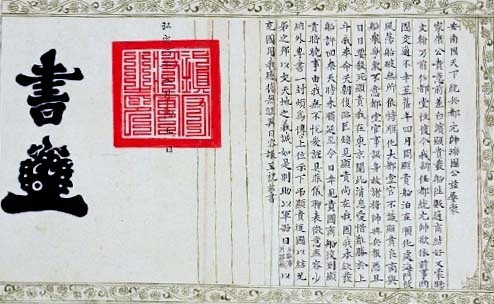
Bức thư Thụy Quốc công Nguyễn Phúc Nguyên gửi cho Tokugawa Ieyasu. Trên thư đóng dấu ấn triện Trấn thủ tướng quân chi ấn (鎮守將軍之印), cùng dòng chữ: An Nam quốc thiên hạ thống binh đô nguyên soái Thụy Quốc công (安南國天下統兵都元帥瑞國公).

### Giao thiệp với Chân Lạp

Bản đồ Việt Nam thể hiện các cuộc Nam tiến, phần màu xanh đậm và xanh nhạt bị chúa Nguyễn chinh phục

### Giao thiệp với Trung Quốc

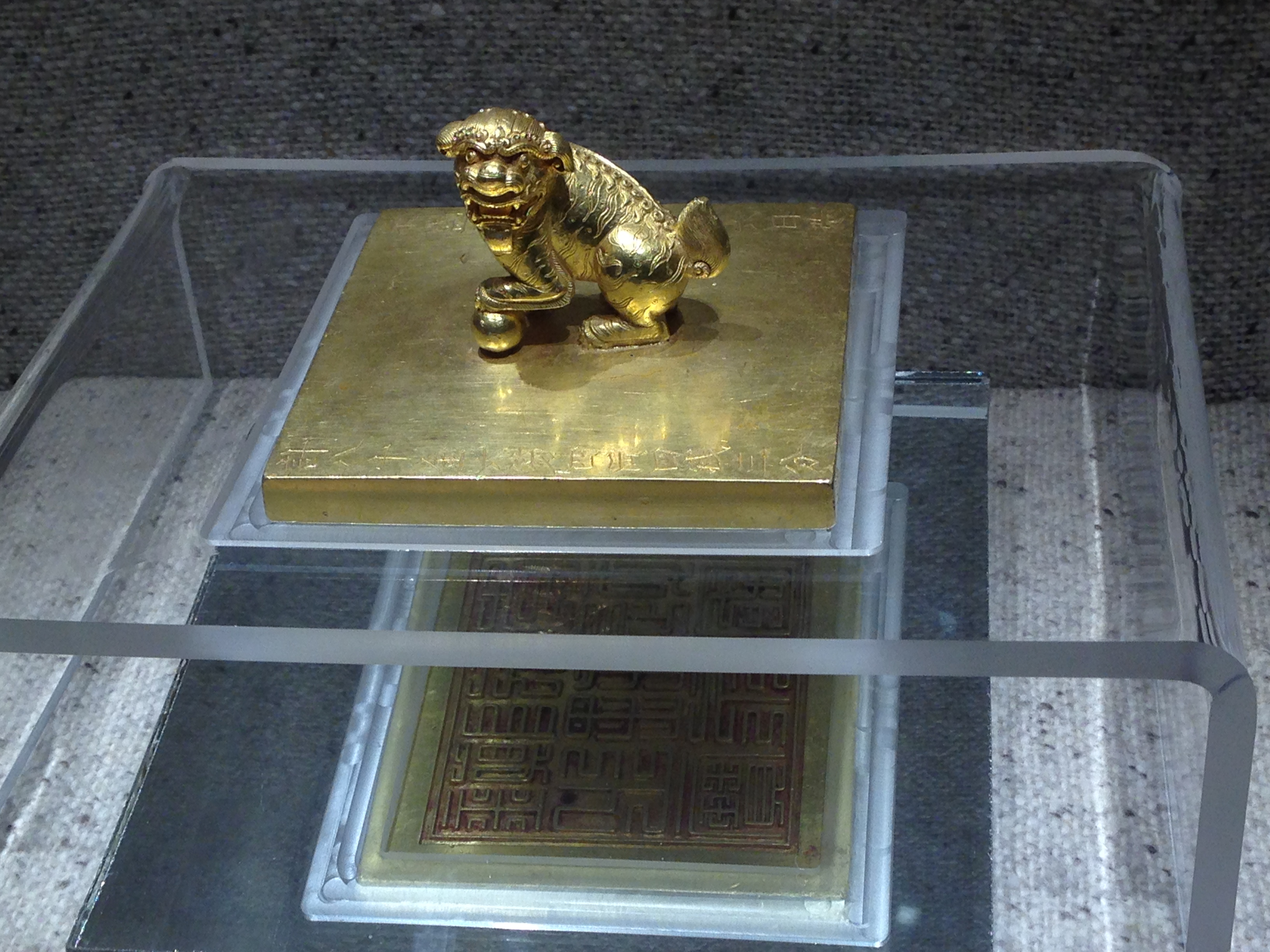
Đại Việt quốc Nguyễn chúa vĩnh trấn chi bảo (大越國阮𪐴永鎮之寶)